# Batzen

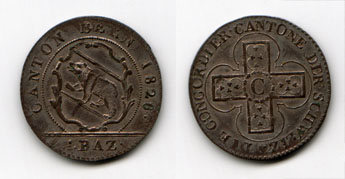
Bernský batzen z roku 1826

Batzen nebo též batz byla grošová mince rozšířená v 15. – 19. století na území dnešního Švýcarska a jihoněmeckých států.
Tato mince se poprvé objevila v Bernu někdy mezi roky 1492 a 1850. Za své pojmenování vděčí znaku bernského kantonu, na němž je zobrazen medvěd (německy der Bär či Bätz, jak stálo na zadní straně mince).

Hodnota jednoho bernského batzenu (německy Berner Batzen) se rovnala čtyřem krejcarům (německy Kreuzer). Jelikož jeden zlatý či gulden měl hodnotu 60 krejcarů, pak jeden bernský batzen představoval necelou desetinu guldenu. Později se 5 batzenů měnilo za jeden groš.
Bernského příkladu záhy následovaly i jiné švýcarské kantony a některé jihoněmecké státy. Batzen se tak v Evropě stal na dlouhou dobu uznávaným a rozšířeným platidlem. Hodnota batzenu však nebyla v průběhu staletí stabilní. Původně se razil jako stříbrná mince, od 17. století však ztratil na hodnotě, neboť jej začali razit ze slitiny. Jihoněmecký batzen nebyl dokonce vzhledem ke své kolísající hodnotě uznán výnosy říšského sněmu z let 1522 a 1524 za oficiální platidlo. V jižním Německu se však i nadále objevoval, až byl nakonec roku 1559 novým říšským měnovým zákonem (Reichsmünzordnung) definitivně zakázán.
V době zavedení jednotné švýcarské měny v letech 1798–1803 se batzen stal neodmyslitelnou součástí tohoto měnového systému. Jeden frank odpovídal deseti batzenům a jeden batzen pak deseti rappenům, přičemž 10 švýcarských franků mělo hodnotu jednoho francouzského louisdoru. Se zavedením nového švýcarského franku coby jednotné měny v roce 1850 éra batzenu definitivně skončila, jelikož mince už nevyhovovala novému měnovému systému.

## Galerie

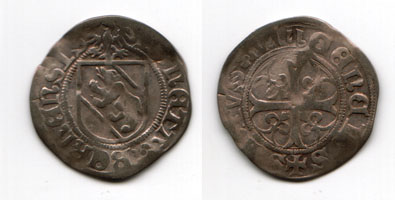
Rollbatzen z 15. století
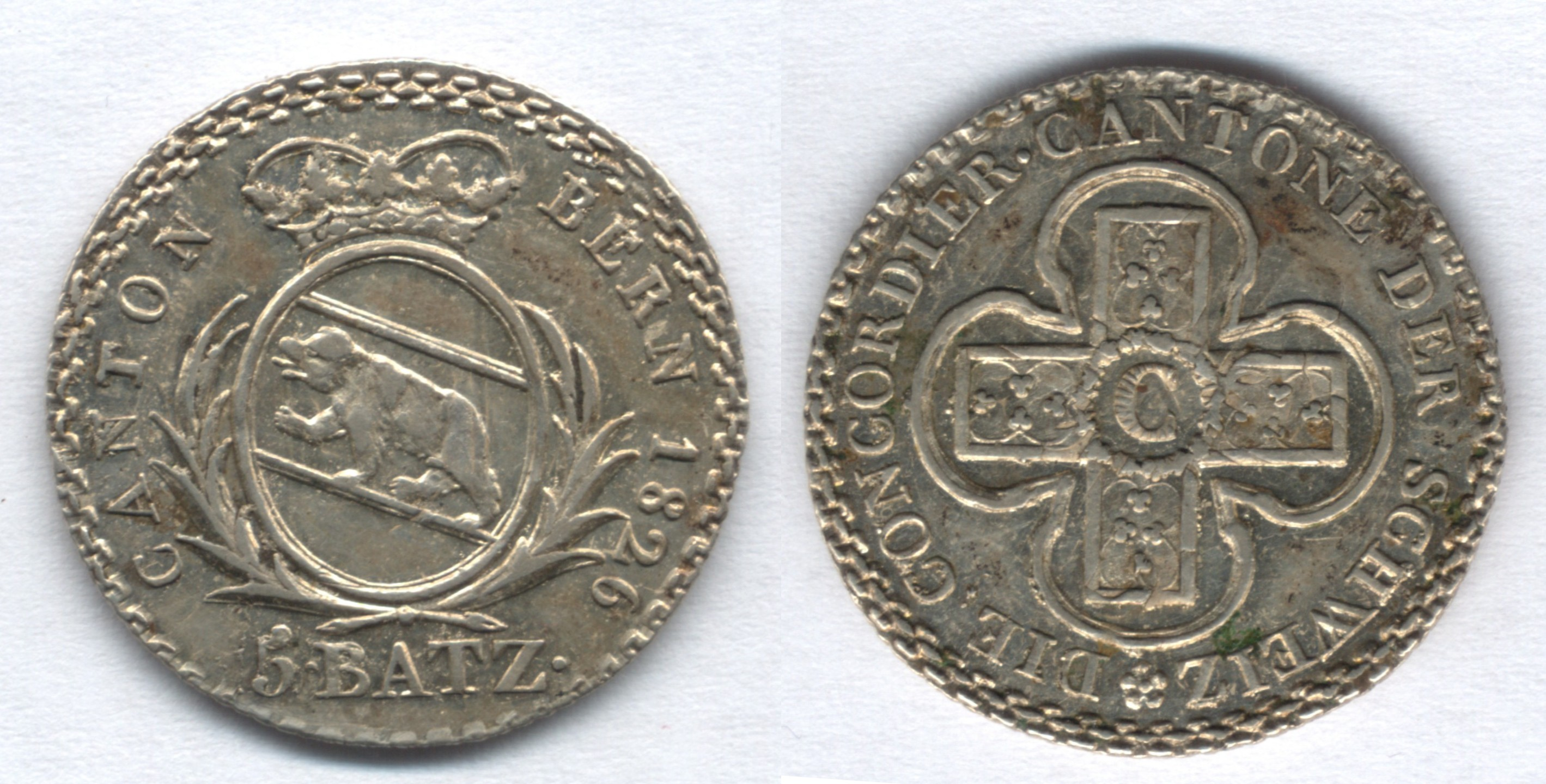
5 bernských batzenů z 15. století
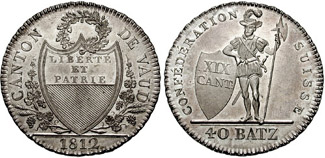
Tolarová mince s hodnotou 40 batzenů z kantonu Waud, 1812